# Luthergasse 3 (Weimar)

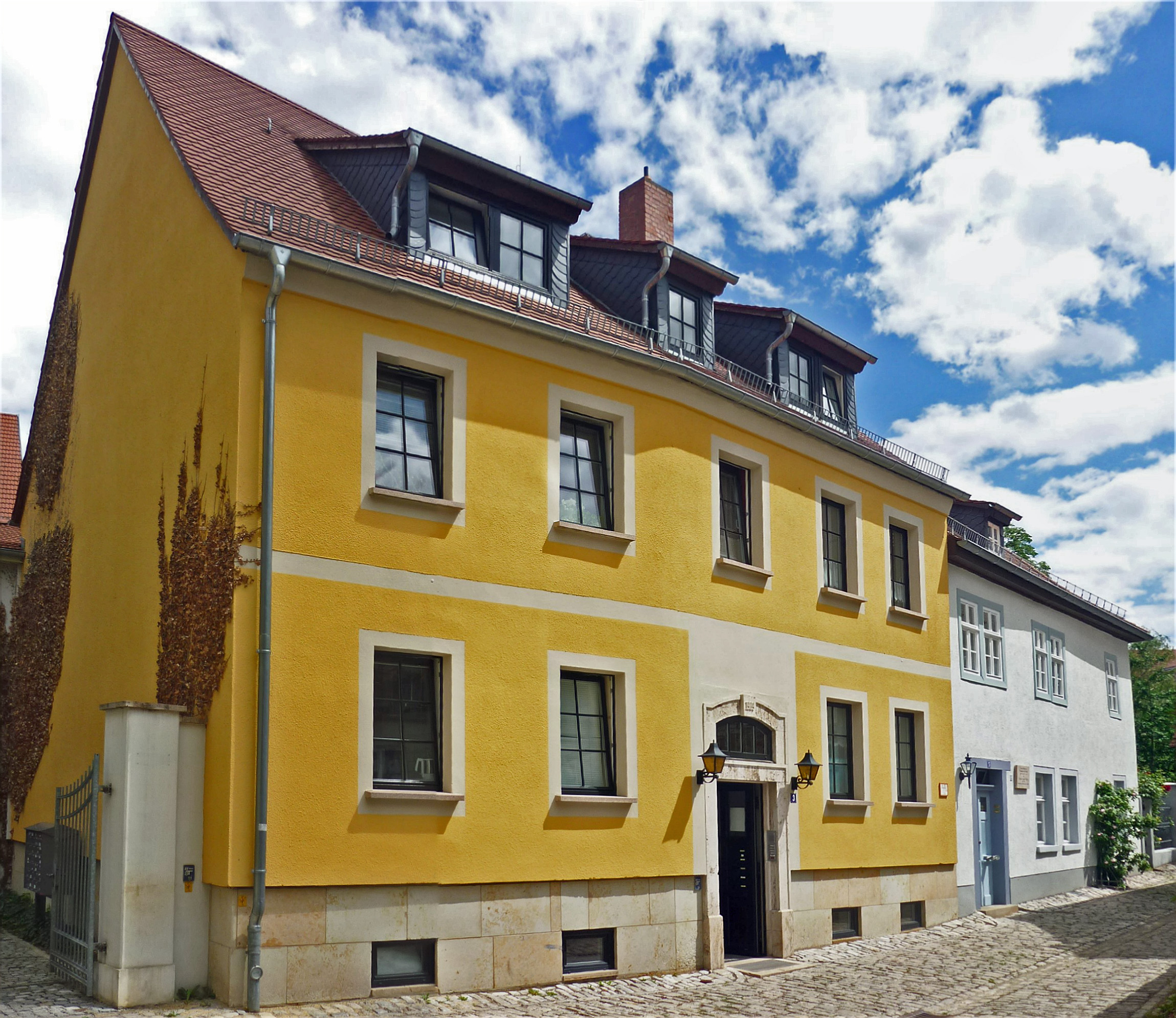
Luthergasse 3

Das Haus Luthergasse 3 ist das Nachbarhaus des Vulpiushauses in Weimar. Es schließt sich unmittelbar an dessen Giebel an.
In diesem lebte Karoline Jagemann bis zur Scheidung ihrer Eltern 1788 im Alter von 11 Jahren. Hausherr war  Christian Joseph Jagemann. Das Haus ist keine originale Bausubstanz, sondern, wie die Jahreszahl am Türsturz ausweist, ein Neubau aus dem Jahr 1989. Ein Foto, wo es als Rohbau zu sehen ist, ist überliefert. Der Neubau orientierte sich allerdings an den überlieferten Vorgaben. Er darf so denkmalpflegerisches Interesse beanspruchen.  Der gesamte Straßenzug steht nämlich auf der Liste der Kulturdenkmale in Weimar (Sachgesamtheiten und Ensembles).